# Schiefweg

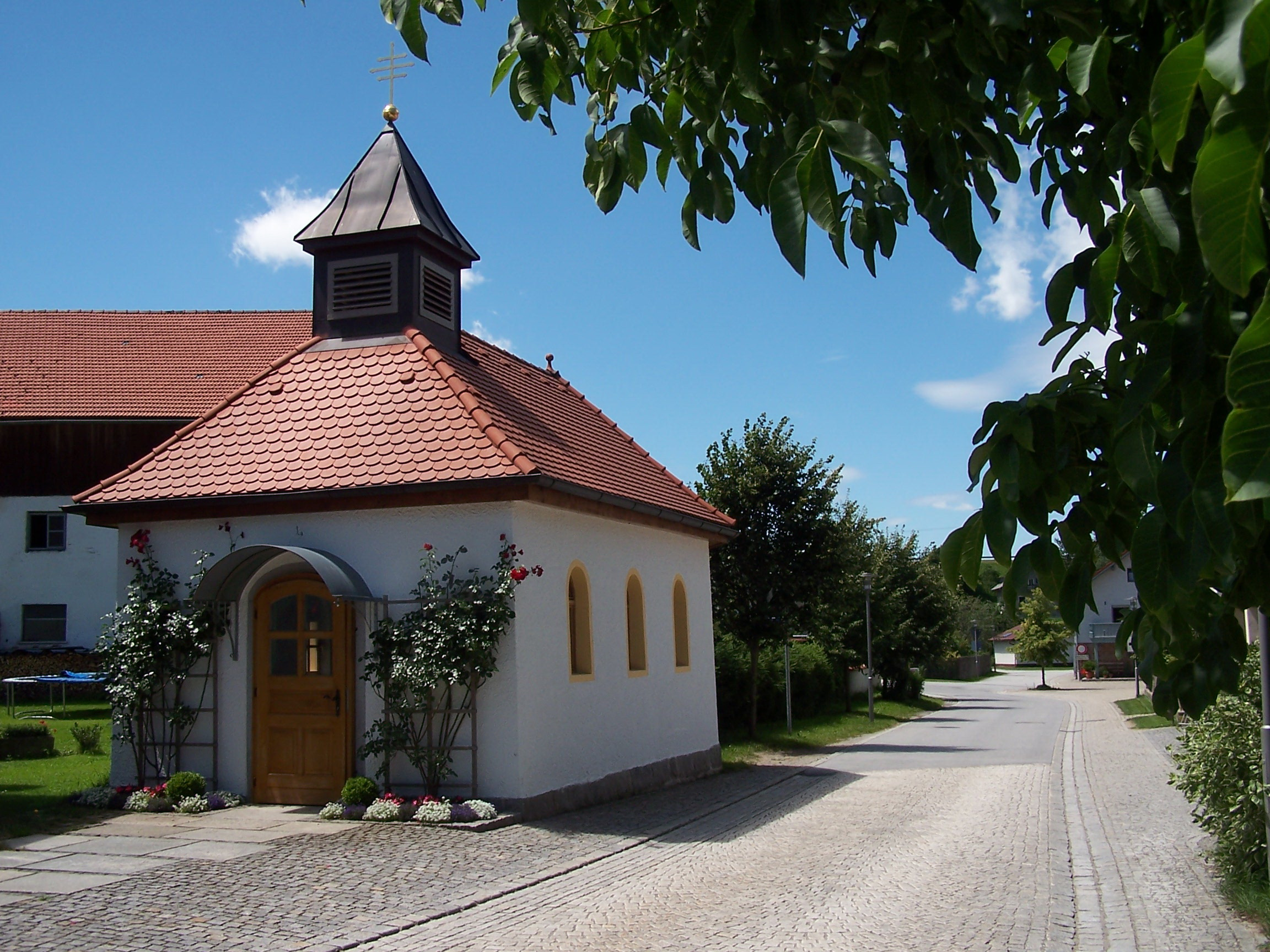
Die Dorfkapelle

Schiefweg ist ein Ortsteil der Stadt Waldkirchen im niederbayerischen Landkreis Freyung-Grafenau. Bis 1970 bildete Schiefweg eine selbstständige Gemeinde.

## Lage
Schiefweg liegt etwa einen Kilometer nordwestlich vom Waldkirchener Stadtzentrum.

## Geschichte
Der Ort wird erstmals in einer Passauer Traditionsnotiz von 1190 bis 1200 erwähnt, in der „Albertus de Scefwegare“ die stattfindende Rechtshandlung bezeugt. Sicherlich hatte der Ort zu dieser Zeit schon eine gewisse Bedeutung, da er wohl als Säumerort am Goldenen Steig angelegt worden war. Seine Hauptfunktion war die eines Rastplatzes, an dem die Säumer übernachten konnten und ihre Tiere versorgt werden mussten.
Im Jahre 1256 erhielten neben Waldkirchen, Böhmzwiesel und Fürholz auch die Bewohner Schiefwegs vom Passauer Fürstbischof Otto von Lonsdorf das Recht zum Saumhandel am Goldenen Steig. Bis zum Niedergang des Handelsverkehrs im 17. Jahrhundert war Schiefweg sicherlich ein nicht unbedeutender Ort am Goldenen Steig. Es war zur Zeit des Hochstifts Passau dem Pfleggericht Leoprechting mit dem Amt Waldkirchen unterstellt. Der Ort wurde 1803 mit dem größten Teil des Passauer Gebietes zugunsten des Kurfürstentums Salzburg von Ferdinand III. von Toskana säkularisiert und fiel 1805 an Bayern. So kam der Ort zum 1806 neu gebildeten Landgericht Wolfstein, wurde 1818 mit dem bayerischen Gemeindeedikt eine selbstständige Gemeinde und 1862 Teil des neu gebildeten Landgerichts Waldkirchen.
Berühmtheit weit über die Landkreisgrenzen hinaus erlangte die Ortschaft durch die Heimatdichterin Emerenz Meier, die 1874 in Schiefweg geboren wurde und 1906 mit ihren Eltern nach Chicago auswanderte, wo sie 1928 starb. 
In der Gemeinde Schiefweg wurde als erster Gemeinde des Landkreises die Flurbereinigung durchgeführt, der sich aufgrund der guten Erfahrungen, die man damit machte, auch andere Kommunen anschlossen. Am 1. Juli 1970 wurde im Zuge der Gebietsreform in Bayern die Gemeinde Schiefweg mit 1311 Einwohnern dem damaligen Markt Waldkirchen angegliedert.

## Sehenswürdigkeiten
- Emerenz-Meier-Haus. Das Geburtshaus der Dichterin Emerenz Meier wird von einem eigens dazu gegründeten Verein als Wirtshaus und Museum erhalten.
- Dorfkapelle. Sie stammt aus dem Jahr 1913.
- In der Liste der Baudenkmäler in Waldkirchen sind für Schiefweg acht Baudenkmäler aufgeführt.

## Vereine
- Böllergruppe Freischütz Schiefweg e. V.
- Emerenz-Meier-Haus-Verein. Er wurde 1992 gegründet.
- Freiwillige Feuerwehr Schiefweg. Sie wurde am 16. April 1895 gegründet.
- Obst- und Gartenbauverein Schiefweg
- Schützenverein Freischütz Schiefweg